# Сантьяго (Мараньйон)
4°26′06″ пд. ш. 77°38′25″ зх. д. / 4.435034° пд. ш. 77.640206° зх. д.
Річка Сантьяго (ісп. Río Santiago) — південноамериканська річка, яка протікає в Еквадорі та Перу, одна з основних приток річки Мараньйон. Басейн річки Сантьяго належить до верхній частини басейну Амазонки. Річка бере свій початок в Еквадорі, але здебільшого тече по території Перу. Довжина річки — 285 км, разом з витоками — близько 485 км.

## Географія

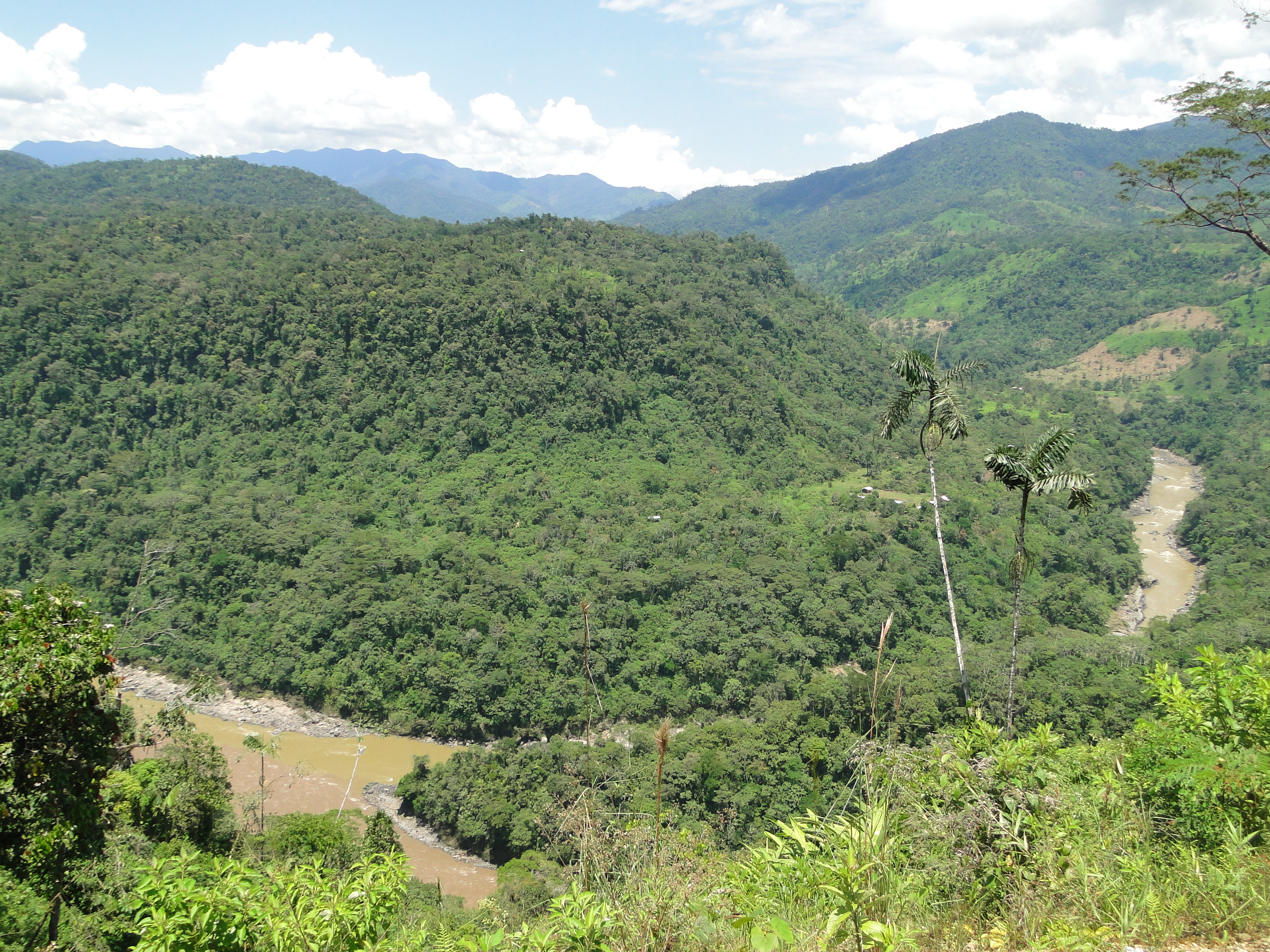
Початок річки Сантьяго — злиття річки Намангоза (ліворуч) з річкою Самора

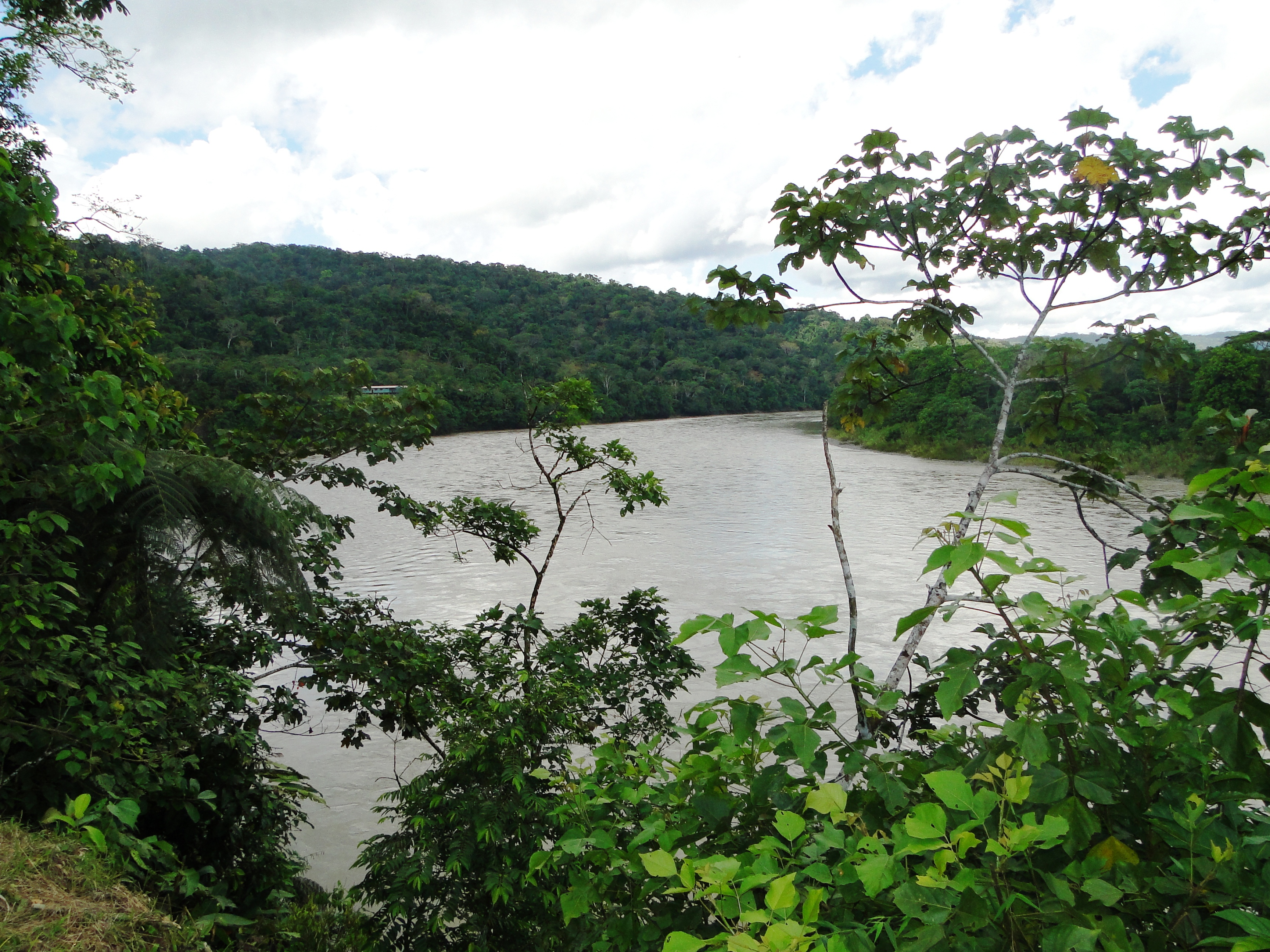
Річка Сантьяго, на кордоні Еквадору з Перу

Річка Сантьяго народжується після злиття річок Намангоса та Самора у північній частині Кордильєра-дель-Кондор. 
Річка Сантьяго має довжину 285 км, на території Еквадору річка протікає всього 55 км, а на території Перу 230 км. 
Після перетину кордону Еквадор-Перу річка починає текти на південь до Мараньйон не змінюючи курс. 
По території Еквадора річка Сантьяго протікає по провінції Морона-Сантьяґо, а в Перу через регіон Амазонас та провінцію Кондорканкі. Річка у середній та нижній течії може мати різну ширину, яка в деяких районах може досягати кілометра. Сантьяго є судноплавною і використовується для руху невеликих моторизованих суден, але у верхній течії це ускладнено. Впадає Сантьяго в річку Мараньйон з лівого берега. 
Басейн річки Сантьяго розташовано в екваторіальному кліматі з постійно теплим та вологим сезоном, середня кількістю опадів досягає 3000 мм на рік. Річка протікає по сельві.
Уздовж течії річки проживають корінні народи Хівароа. 